# Stanisław Skalski
Stanisław Skalski (27 novembre 1915 – 12 novembre 2004) est un pilote de chasse polonais, as des forces armées polonaises de la Seconde Guerre mondiale, nommé général après guerre.
Stanisław Skalski a été l'un des meilleurs pilotes de chasse du conflit, crédité, selon les sources officielles de 18 11/12 victoires, et de 2 probables. Certaines sources, dont Skalski lui-même, lui donnent un nombre de 22 11/12 victoires.

## Biographie

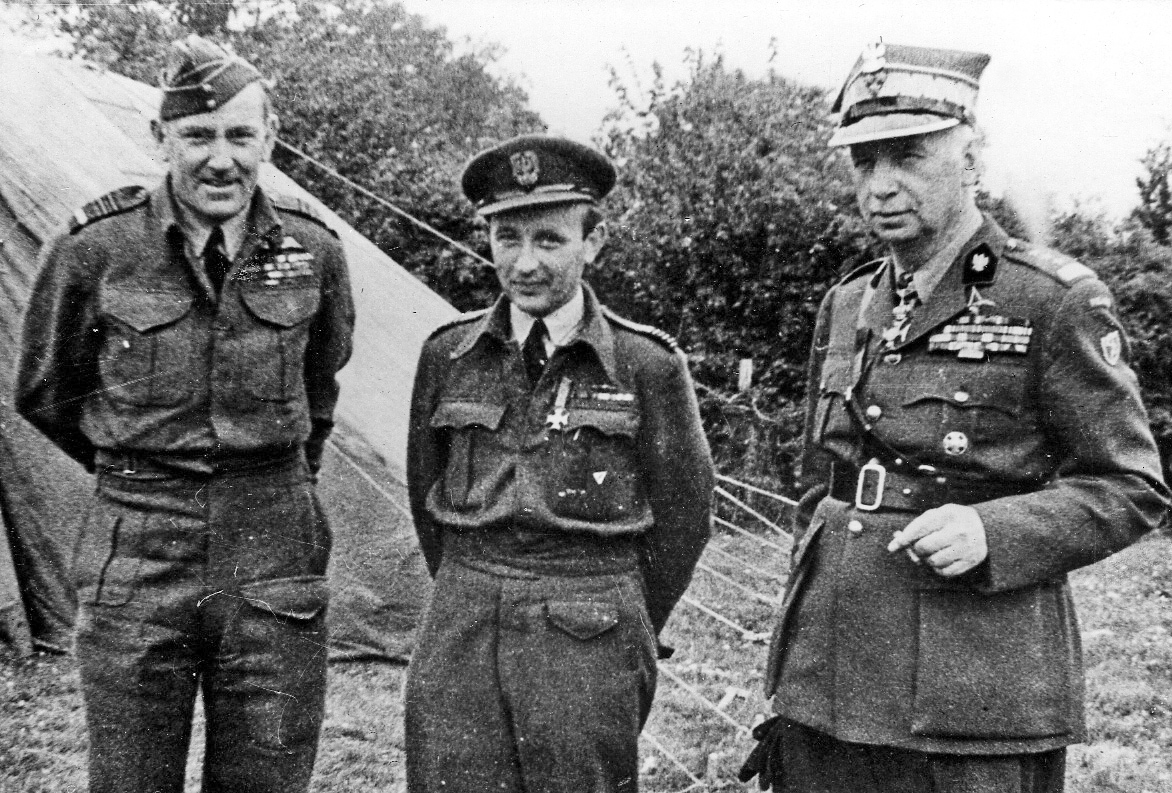
Skalski avec l'officier Arthur Coningham de la RAF (à gauche) et le général Kazimierz Sosnkowski (à droite).

Stanisław Skalski est né le 27 novembre 1915 à Kodyma, près d'Odessa, dans l'Empire russe. Après avoir suivi l'entrainement de l'école de pilotage en 1938, il rejoignit le 142e escadron de combat à Toruń. Le 1er septembre 1939, il attaqua un Henschel Hs 126 allemand, avion de reconnaissance, peut-être abattu par Marian Pisarek, puis, il atterrit à côté de l'avion et aida à soigner le pilote. Le 16 septembre, Skalski obtint le statut d'« as », avec 6 victoires sur des avions allemands : 1 Junkers Ju 86, 2 Dornier Do 17, 1 Junkers Ju 87, 2 Hs 126s et 1 Hs 126 partagé (la liste officielle le crédite de 4 avions : 2 Do 17s, 1 Hs 126, 1 Ju 87 et 1 Hs 126 partagé). Peu après, il fuit le pays avec d'autres pilotes polonais pour la Roumanie, et, de là, via Beyrouth, il rejoignit la France. Puis, il rejoignit la Grande-Bretagne pour combattre avec la Royal Air Force durant la bataille d'Angleterre.
En aout 1940, Skalski rejoignit le 501e squadron de la RAF. Du 30 août au 2 septembre 1940, il abattit un bombardier He 111 et trois Messerschmitt Bf 109s. Le 5 septembre 1940, Skalski fut lui-même abattu. Il fut soigné pour des brulures sévères qui le maintinrent hospitalisé durant six semaines. Il réintégra son unité fin octobre 1940. Durant la bataille d'Angleterre, Skalski a été crédité de 4 avions abattus et de 1 partagé.
En mars 1941, il fut affecté à la 306e escadrille (squadron) de chasse polonaise, volant parfois au-dessus de la France. Le 29 avril 1942, Skalski fut nommé commandant du 317e squadron polonais, poste qu'il occupa durant cinq mois. En novembre 1942 il est instructeur à la 56e unité d'entrainement.

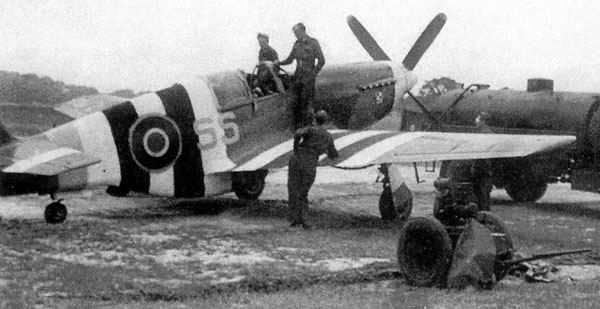
Un Mustang III piloté par Stanisław Skalski, à Coolham, juin 1944

En octobre 1943, on lui donna le commandement du corps de chasseurs polonais, aussi appelé « Cyrk Skalskiego » (le « Cirque de Skalski ») - un squadron constitué avec les meilleurs pilotes de chasse polonais sélectionnés parmi des volontaires. Les Polonais arrivèrent au terrain d'aviation de Bu Grara, à l'ouest de Tripoli, en mars 1943. Ils furent d'abord rattachés au 145e squadron de la RAF. Ils prirent part aux actions en Tripolitaine et en Sicile. Le 6 mai 1943 (date contradictoire avec la précédente)[réf. nécessaire], le « Skalski Circus » livra son dernier combat. Durant ces deux mois d'opérations, les pilotes polonais revendiquèrent un total de 26 avions allemands et italiens abattus. Le lieutenant Skalski abattit 4 avions, et l'officier pilote Eugeniusz Horbaczewski eut 5 victoires confirmées.
Skalski devint alors commandant du 601e squadron de la RAF, le premier polonais à commander un squadron de la RAF. Puis, il prit part aux invasions de la Sicile et de l'Italie. À partir de décembre 1943, il commanda plusieurs unités de pilotes polonais. Le 24 juin 1944, Skalski abattit deux nouveaux avions au-dessus de Rouen.
Après la guerre, il rentra en Pologne en 1947 et rejoignit l'Armée de l'air polonaise. En 1948 pourtant, il fut arrêté par le régime communiste sous la fausse accusation d'espionnage. Condamné à mort, il passa trois ans en prison attendant l'exécution de sa sentence, qui fut ensuite commuée en prison à vie.

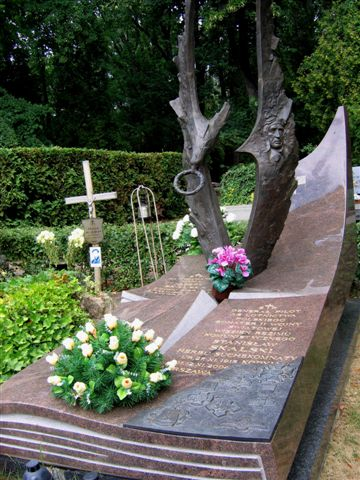
Monument à la mémoire de Stanisław Skalski au cimetière militaire de Powązki

Après la fin du stalinisme en Pologne, il est libéré en 1956, réhabilité, et autorisé à réintégrer l'armée. Il occupa différents postes à l'état-major de l'Armée de l'air polonaise. Il écrivit ses mémoires sur la campagne de 1939, « Czarne krzyże nad Polską » (« des croix noires sur la Pologne », 1957). Le 20 mai 1968, il est nommé secrétaire général du fameux Aeroklub Polski regroupant tous les aéroclubs de Pologne, puis, il prit sa retraite le 10 avril 1972. Le 15 septembre 1988, il est promu au rang de Brigadier général. En 1990, il rencontra le pilote allemand qu'il avait secouru le premier jour de la guerre.
Stanisław Skalski meurt à Varsovie le 12 novembre 2004.
La Base aérienne de Malbork porte son nom.

## Décorations
- Chevalier de l'ordre Polonia Restituta
- Ordre militaire de Virtuti Militari, 2 fois (croix d'argent et croix d'or)
- Croix de la Valeur Krzyż Walecznych, 4 fois
- Distinguished Flying Cross, 3 fois
- Ordre du Service distingué
- Croix du combattant